# Fleuriel
Fleuriel – miejscowość i gmina we Francji, w regionie Owernia-Rodan-Alpy, w departamencie Allier.

## Demografia
Według danych na rok 1990 gminę zamieszkiwało 330 osób, a gęstość zaludnienia wynosiła 12 osób/km². W styczniu 2015 r. Fleuriel zamieszkiwało 349 osób, przy gęstości zaludnienia 12,7 osób/km².